# Jørgen Clevin

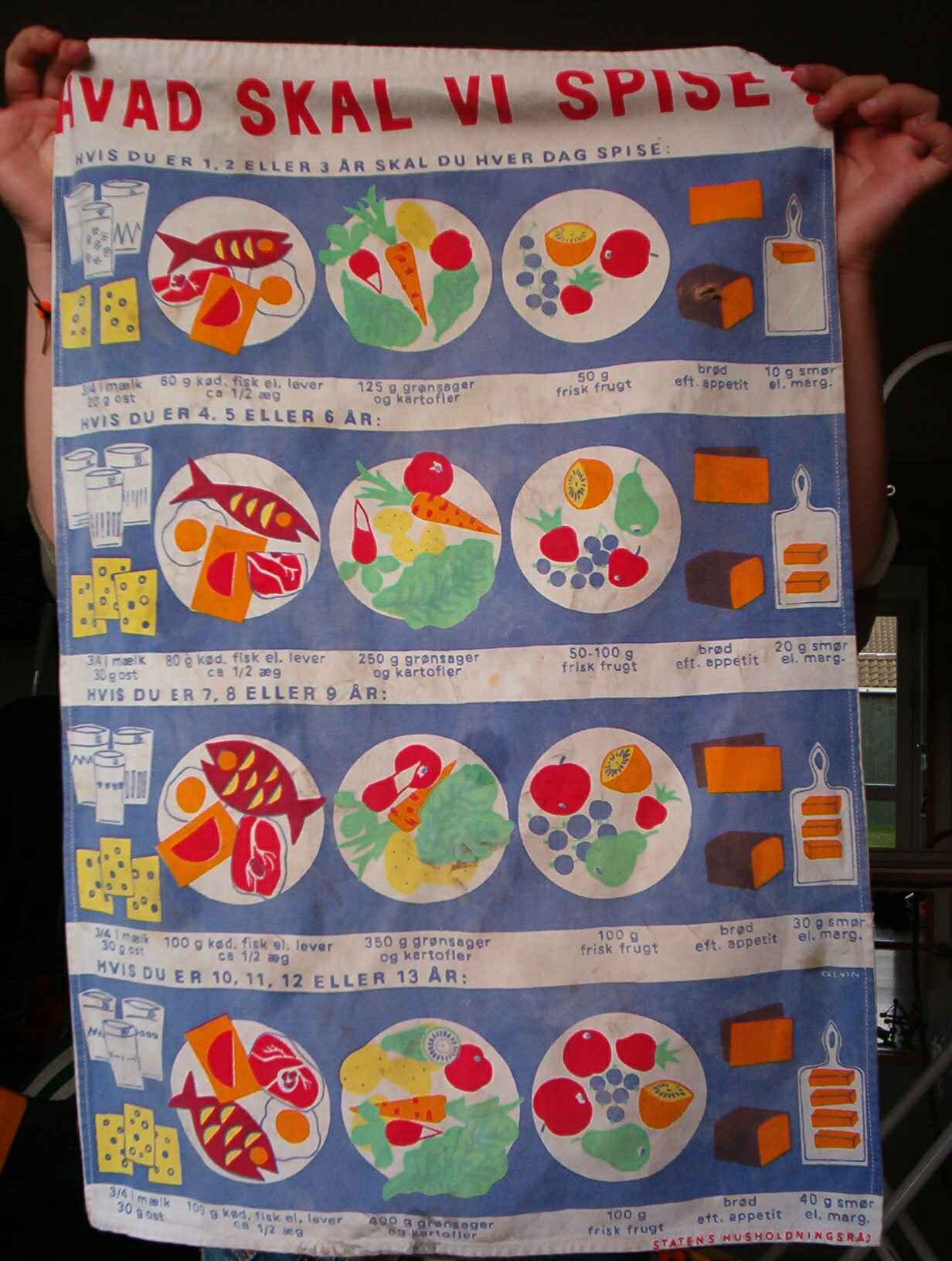
Diskhandduk med kostråd från 1967, illustrerad av Jørgen Clevin.

Jørgen Hans Clevin, född 24 april 1920 i Frederiksberg i Köpenhamn, Danmark, död 7 augusti 1993, var en dansk illustratör, barnboksförfattare och barnprogramledare, som nådde stor popularitet både i Danmark och flera andra länder med sina enkla pysselprogram.
Clevin var utbildad bildlärare och arbetade på 1940-talet som detta, när han fick sitt genombrott som serietecknare med serien Strudsen Rasmus, utgiven av Presse Illustrations Bureau i Köpenhamn, som blev mycket populär bland dåtidens barn. Han hade även framgångar med hobbyhäften för barn. Då Clevin fick erbjudande att jobba för Danmarks Radio (DR) meddelande han förlaget att han inte längre kunde göra serien. Detta fick förlaget att uppsöka Carla och Vilhelm Hansen för att skapa en ny serie, med det enda villkoret att huvudpersonen skulle heta Rasmus. Denna serie kom att bli Rasmus Nalle, som lanserades 1951.
På DR skapade Clevin från och med 1952 ett flertal tv-serier med korta hobbyförslag för barn, bland annat programmet 10 hobbyminutter. Dessa visades även i flera andra länder, till exempel Norge. 1970 till 1972 var han programledare av barnprogrammet Teleklubben. Clevin var årligen gäst i det danska julprogrammet Mens vi venter, där han visade ett flertal varianter av julpyssel. Klassiskt för flera pysselprogram är dess enkla utformning; det enda som ses är Clevins händer och programmet har inget tal, utan det enda som hörs är Clevins eget nynnande. Först presenterar han det material som behövs för att sedan övergå till att börja skapa respektive pyssel. Programmet avslutas med att allt spolas baklänges i snabb takt. Hans sista program var en rad pysselprogram i samband med den danska julkalendern Nissebanden från 1992.
Danmarks Radios serie Det Bedste fra Jørgen Clevin har sålts till Brasilien, Filippinerna, Grekland, Cypern och Sverige. Programmen visades även för afghanska barn av Unesco efter kriget 2002. Clevin gjorde ungefär 3 000 radio- och tv-program under sina 40 år på DR och skrev över 100 böcker och hobbyhäften.